# Musée du pays brignolais
Le Musée des Comtes de Provence est situé dans l'ancien palais des Comtes de Provence, au sommet de la vieille ville de Brignoles (Var). Créé en 1950 par le docteur et félibre Abdré (1870-1961), le musée présente des témoignages matériels de la vie quotidienne et d'histoire locale de Brignoles ainsi qu'une collection de tableaux de peintres provençaux.
Le 1er janvier 2024, le Musée des Comtes de Provence a fermé ses portes au public pour plusieurs années afin d'entamer une rénovation de grande ampleur.

## Collections

### Archéologie

#### Sarcophage de Syagria

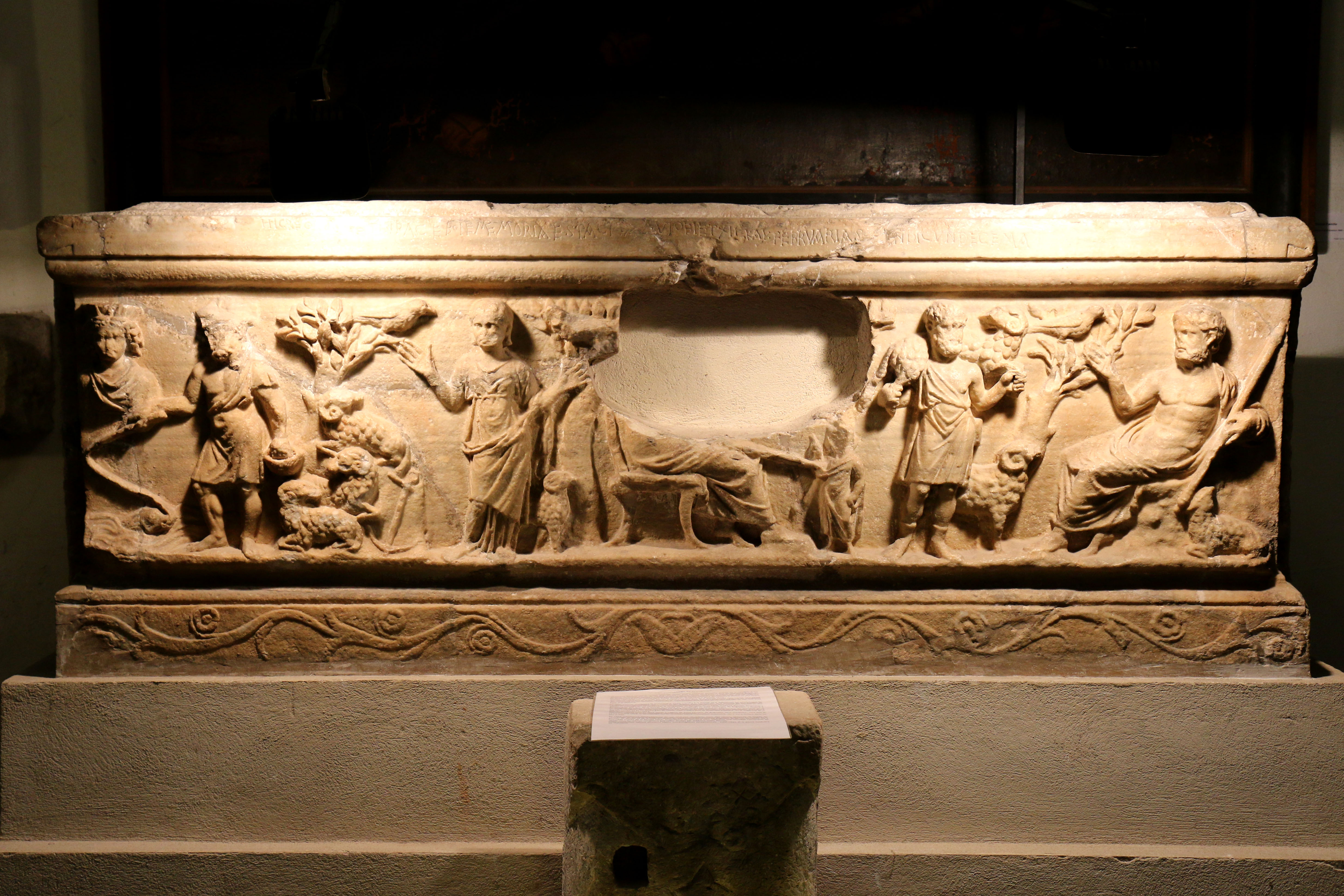
Le sarcophage de Syagria.

Il s'agit de la façade principale d'un sarcophage trouvé dans la chapelle de la Gayolle située sur le territoire de la commune de La Celle (Var). Ce sarcophage, classé monument historique et dont la réalisation de la cuve en marbre blanc remonte au IIe siècle ou IIIe siècle a été réemployé au VIe siècle ainsi que le montre l'inscription sur le bandeau où on peut lire : « Hic requiescet in pace bone memoriae Syagria qui obiet XII kal februarias indic undecema » qui se traduit par « Ici repose dans la paix Syagria, de bonne mémoire, qui mourut le douzième jour avant les Kalandes de février, de l'indiction, année onzième » (traduction de J. Guyon). En 1626 Nicolas-Claude Fabri de Peiresc s'arrête à La Gayolle où il examine des sarcophages et réalise des croquis. En 1860, Louise Adélaïde Brunet de la Salle épouse de Jean-Baptiste Garnier, propriétaire du domaine de la Gayolle, fait don de la façade principale du sarcophage au petit séminaire de Brignoles, pour l'instruction des élèves. En 1908, après la séparation de l'Église et de l'État, la famille Garnier fait valoir avec succès son droit de propriété car l'affectation n'est plus conforme aux exigences de la donatrice. Louise Adélaïde Garnier accepte en 1919 un nouveau dépôt du sarcophage dans l'église Saint-Sauveur de Brignoles ; en 1962 une nouvelle convention est signée avec la famille Paul, propriétaire de domaine de la Gayolle, pour placer le sarcophage au musée du pays brignolais.
Le décor de ce sarcophage évoque un au-delà heureux, mais non nécessairement chrétien. En effet ce sarcophage a été longtemps interprété comme l'un des plus anciens sarcophages chrétiens de la Gaule car on y voyait notamment une représentation du bon pasteur. En réalité cette face principale représente de gauche à droite : un buste du dieu solaire, un pêcheur à la ligne, un arbre, trois brebis et une ancre, une orante les mains ouvertes, un deuxième arbre, une femme assise devant laquelle se trouve un enfant, un troisième arbre, un berger portant une brebis, un quatrième arbre et, dans l'angle, un philosophe assis.

#### Stèle dite de saint Sumian
Cet autel-cippe de saint Sumian appartenait à une chapelle détruite au XVIe siècle et qui était située à 400 m au sud des remparts de Brignoles. Ce bloc de calcaire de 135 cm de haut, 49 cm de large et 39 cm d'épaisseur fut réemployé comme chaînage dans un mur ; il a été transporté au musée en 1953 et a été classé monument historique le 2 septembre 1954. La face principale de cet autel qui devait être tournée vers les fidèles est sculpté en bas-relief ; elle représente un personnage nimbé, vêtu d'une tunique tombant au-dessus des genoux et croisant les mains sur le ventre. Cette attitude étrange donnait à supposer qu'il s'agissait d'un défunt couché sur son lit de repos, les mains jointes dans l'attitude de la prière. Cette image a fait l'objet d'un culte de la fécondité jusqu'au début du XXe siècle : les jeunes gens désireux de se marier ou d'avoir un enfant venaient caresser le nombril (embourigo en provençal) de la figurine. La face postérieure de l'autel représente une croix en forme de tau grec (τ), décorée d'annelets inscrits dans des losanges ; les faces latérales ne sont pas décorées sauf au sommet, où l'on trouve cinq annelets d'un côté, et une étoile à huit rayons de l'autre.

### Peintures
Le musée présente une collection de tableaux avec les œuvres des peintres suivants : 
- Balthazar Lomellin (1560-1623) : Notre-Dame de Lorette.
- Barthélemy Parrocel (1595-1660) : Les Noces de Cana ; La Samaritaine ; Le Couronnement de la Vierge ; Le Baptême du Christ ; Présentation de Jésus au temple ; Jésus au désert et La Circoncision
- Joseph Parrocel (1646-1704) : Josué arrêtant la course du soleil et de la lune
- Jean Daret (1613-1668) : La Sainte famille
- Frédéric Montenard (1849-1926) : Le Corrèze quittant le port de Toulon ; Le Village de Six-Fours-Les-Plages ; Le port de Toulon ; La Gardienne de chèvres ; Cimetière de Besse ; Paysan dans la campagne bessoise ; Le Chevrier ; La Route de Cassis et La Cueillette des olives
- Louis Nattero (1870-1915 Le Vieux port de Marseille
- Henri Olive-Tamari (1898-1980) : Baignade à La-Seyne-Sur-Mer ; Cueillette du raisin

Œuvres conservées au musée du pays brignolais
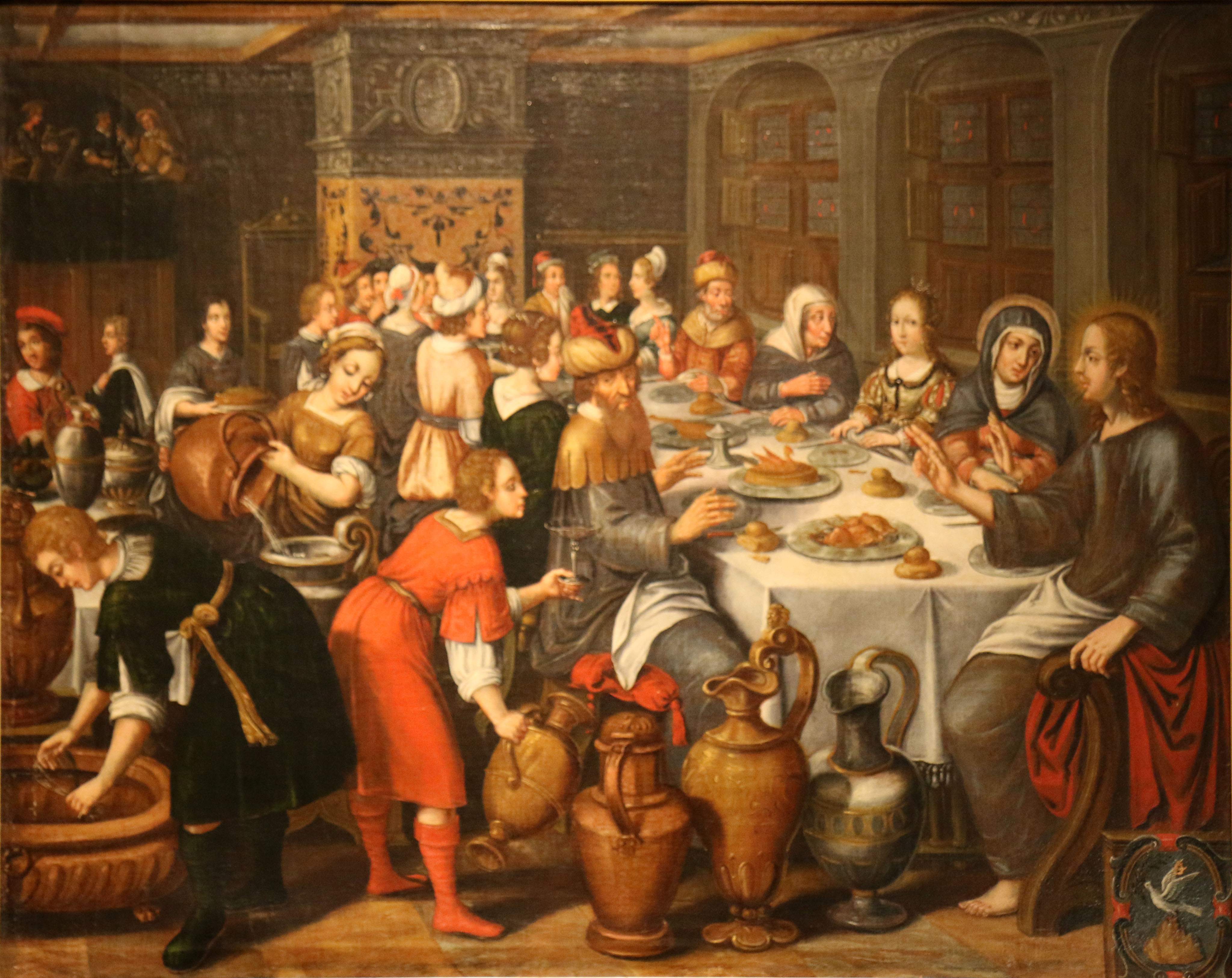
Barthélemy Parrocel, Les Noces de Cana.
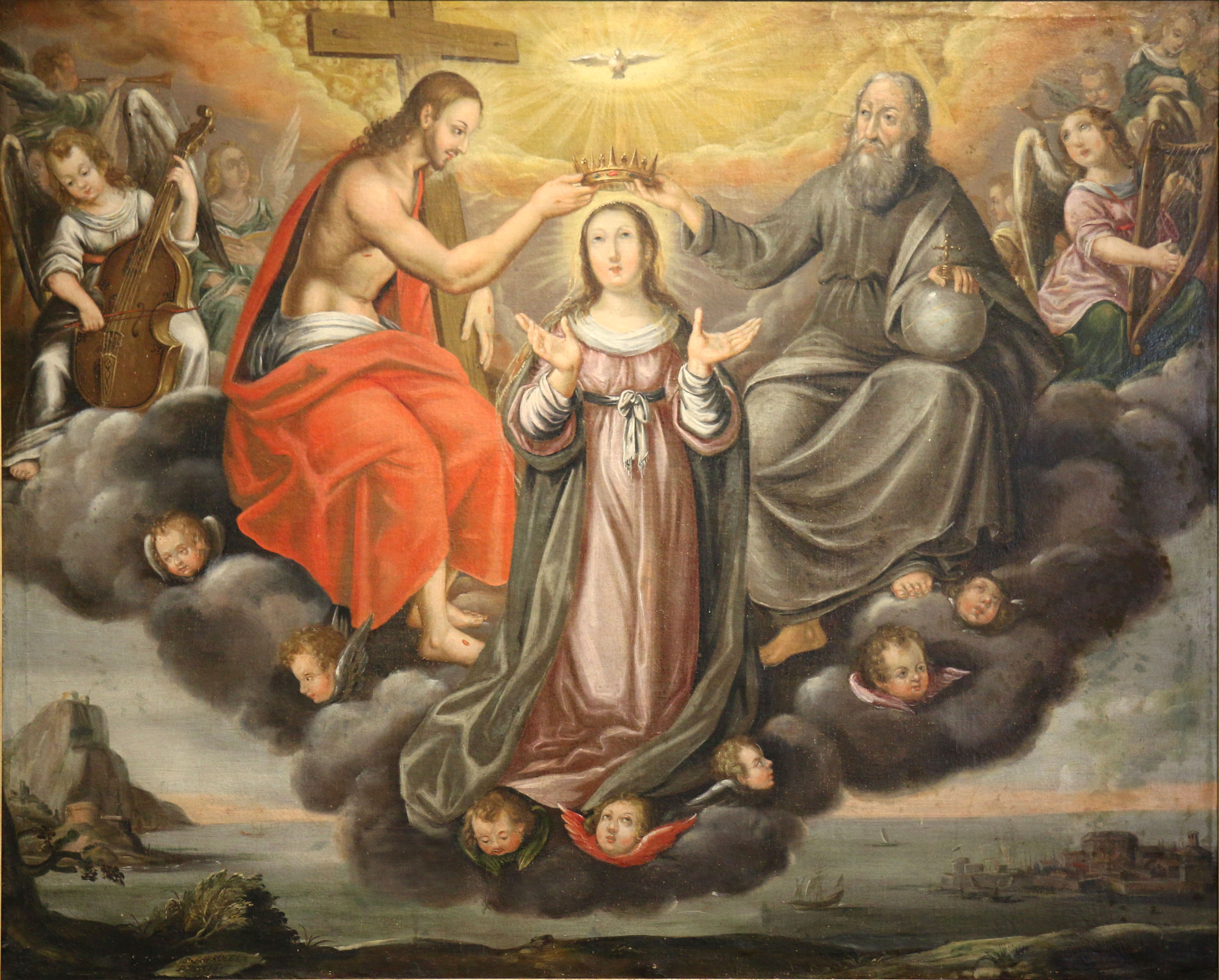
Barthélemy Parrocel, Le Couronnement de la Vierge.
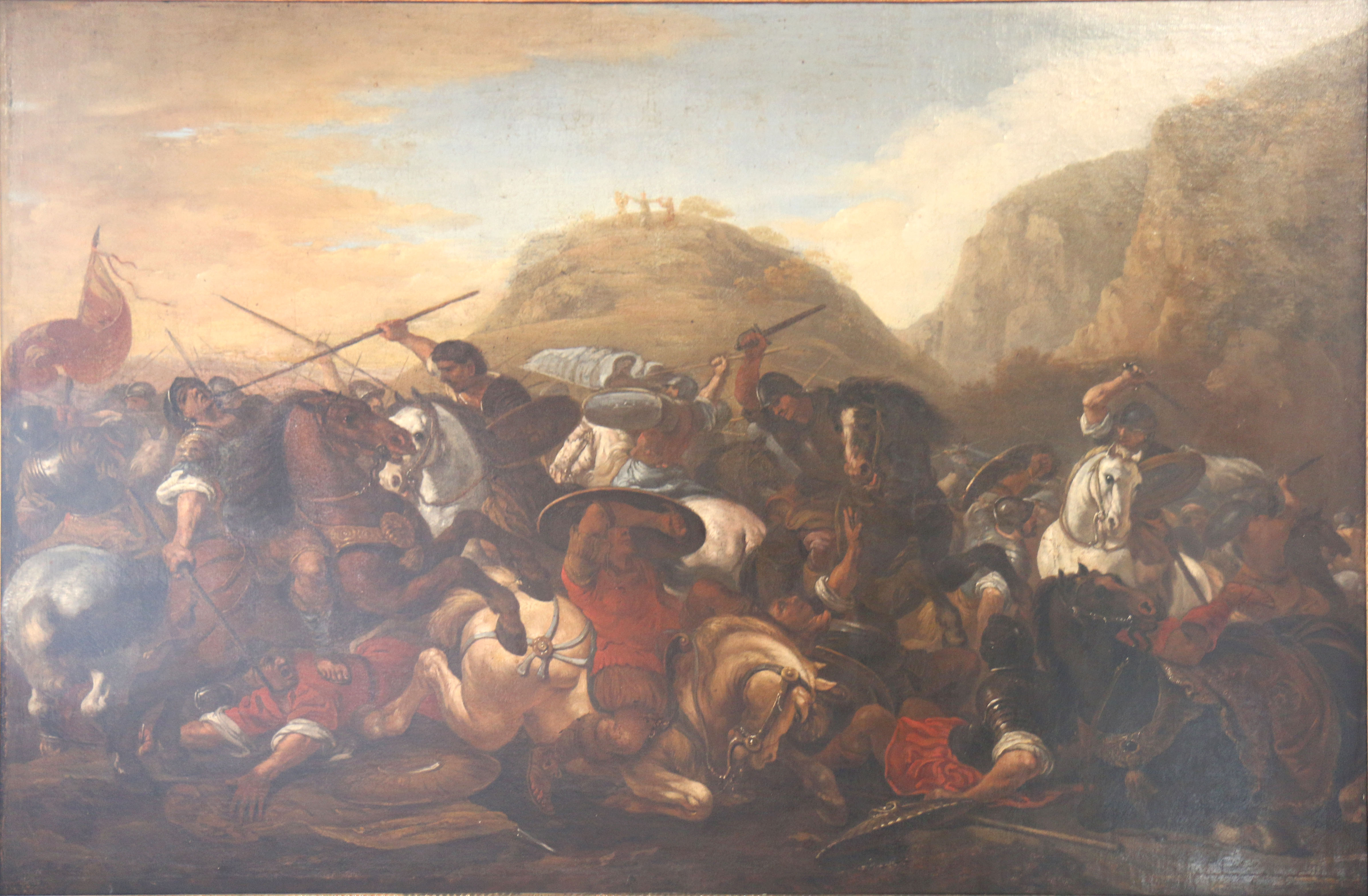
Joseph Parrocel, Josué arrêtant la course du soleil et de la lune.
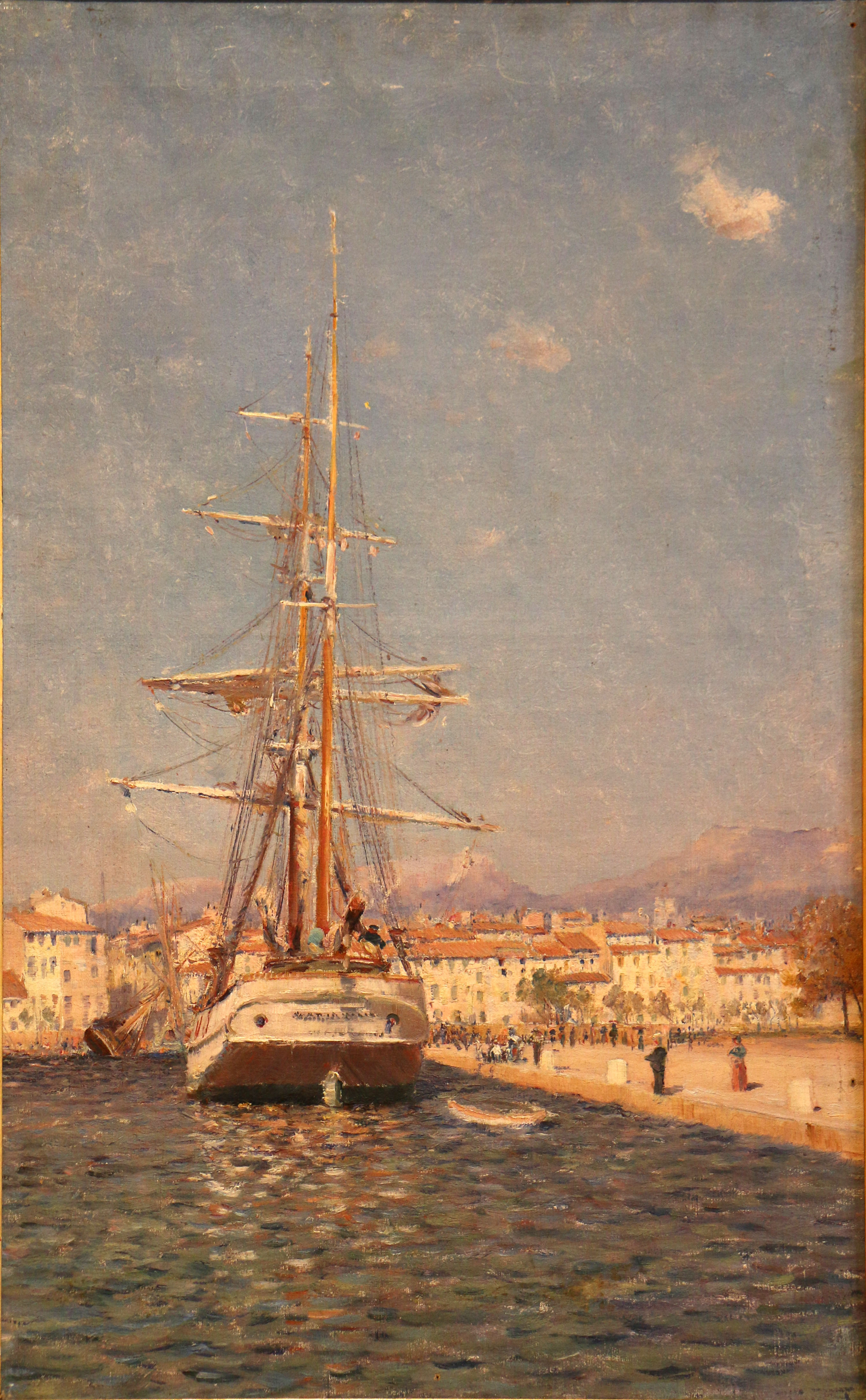
Frédéric Montenard, Le port de Toulon.
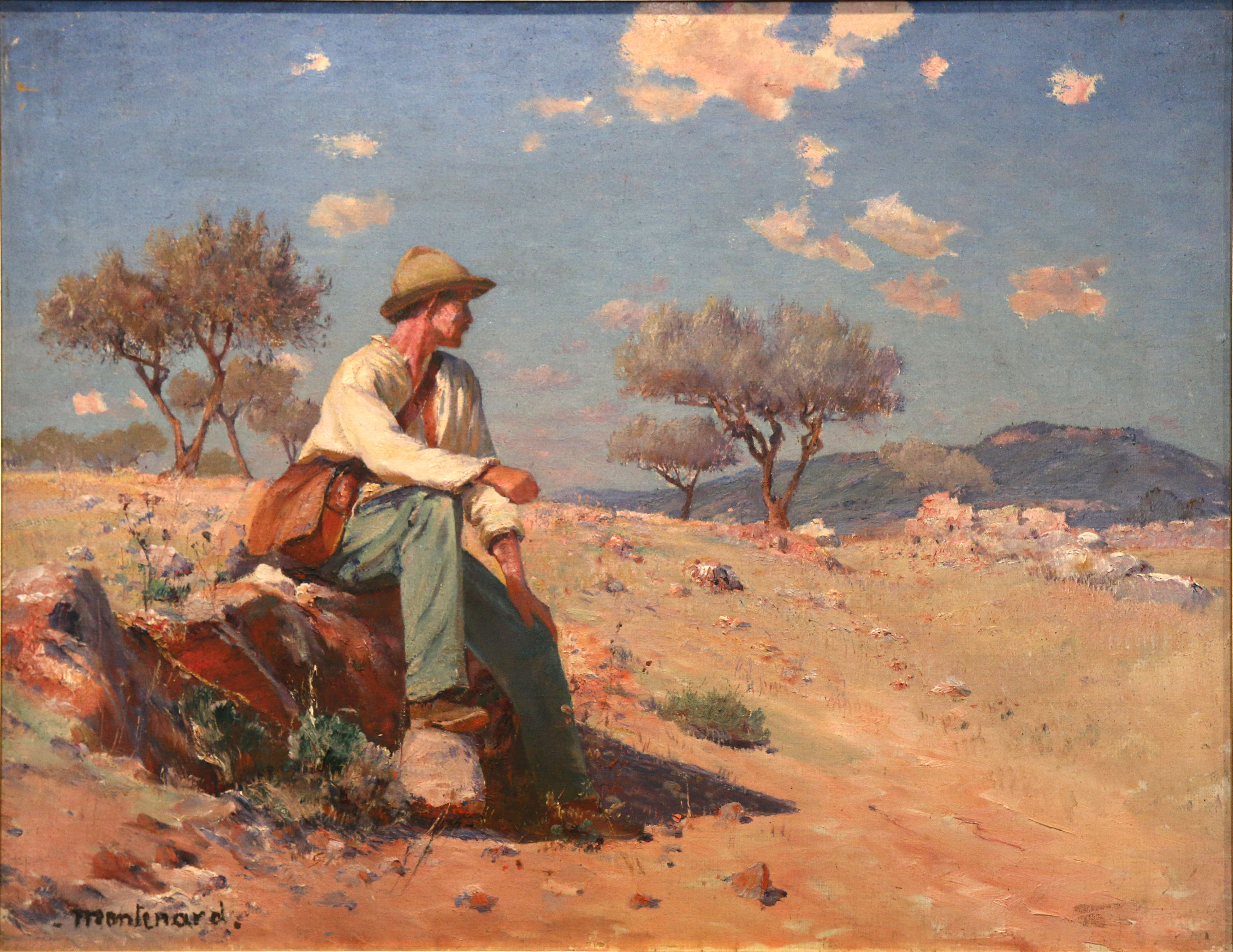
Frédéric Montenard, Paysan dans la campagne bessoise.